# Карађоз-бегова ћуприја
Карађоз-бегова ћуприја је мост на ријеци Буни у Благају код Мостара. Национални је споменик културе.

## Историја
Историјских података о Карађоз-беговом мосту има мало. Саграђен је као задужбина Заим хаџи Мехмед Карађоз–бега. Први пут се помиње у вакуфнами тог мостарског добротвора од рамазана 977. (8. март 1570.) године, па је према томе морао настати нешто раније.
Половином 19. вијека (тачније, 1849. године по преводу тариха), био је знатније оштећен или рушеван, и извјесна Белфе-Кадира, кћи Али-бега Велагића, дала је новац за његову поправку. Тарих (натпис) о овој поправци, према запису Радимског из 1891. године, стајао је узидан у овај мост. Данас се та табла, димензија 65 x 60 cm, налази у дворишту Султан Сулејманове џамије у Благају. Претпоставка је да је спасена приликом рушења овог моста током Другог свјетског рата.
У ближој прошлости је реконструисан два пута: након бомбардовања у Другом свјетском рату и након великог плавног таласа шездесетих година двадесетог вијека.
Промјене на овом мосту вршене су и приликом градње пиваре у Благају у периоду аустроугарске владавине. Том приликом, уз лијеву обалу добио је и надозид, који је подигао нивелету на тој страни. Умјесто карактеристичне преломљене нивелете, настала је нова, која у континуираном паду иде од лијеве до десне обале.

## Архитектура
Облик Карађоз-беговог моста сличан је већини камених мостова на више лукова насталих у том раздобљу, који величином распона лукова и стријелом расту према средини моста и тако творе карактеристичну успонску линију, која се на средини прелама. Тај основни облик овог моста нарушен је каснијим подизањем нивелете цесте, а с тим у вези и изворне нивелете овог моста, па су уз десну обалу настали троугласти надозиди на фасади.
Састоји се од пет камених бачвастих сводова, који се ослањају на четири камена зидана стуба у кориту Буне и на двије стопе на њеним обалама. Судећи по начину грађења, радили су га домаћи мајстори.
Стубови Карађоз-беговог моста направљени су од лијепо обрађених камених квадера и нису стандардни. Према узводној страни имају уобичајену троугласту основу, која испод главне масе ове грађевине излази прилично дискретно, а с горње стране се завршава хоризонтално. Испад троугаоног елемента, мјерено од чеоног зида, износи око 1,20 m, а његова висина на највишем мјесту око 1,40 m. С низводне стране уобичајени полигонални контрафор замјењује мањи пиластер, истака око 35 cm и правоугаоног тлоцрта, који се завршава степенастим прелазом уз чеони зид.
Сводови овог моста зидани су од правилних клесанаца у хоризонталним слојевима, чеони лукови су полукружни и за око 3 cm увучени у односу на раван чеоних зидова. Будући да је у цјелини конципован као сасвим ниска грађевина, лукови не расту с његових стубова, већ заједно са стубовима од темеља. Дебљина сводова Карађоз-беговог моста износи 40 cm.
Отвори сводова Карађоз-беговог моста распоређени су потпуно симетрично, растући од обала према средини: крајњи имају распон 3,90 m, други од обале 4,90 m и средњи 6,0 m. Укупна дужина овог моста, рачунајући отворе и средишње стубове, износи 33,40 m, док заједно с приступним дијеловима на подзидима износи близу 50 m. Мјерено од номиналног водостаја, висинска тачка екстрадоса на сачуваним сводовима уз обалу износи 2,35 и 3,40 m. Напротив, због подизања нивелете пута, висинске тачке на огради овог моста, мјерене над средином отвора, падају према средини и износе 4,40 и 4,25 m. Висинске тачке екстрадоса реконструисаних сводова углавном су изведене из пропорција сачуваних сводова, док је нивелета овог моста постављена тангенцијално на отворе, с незнатном масом чеоног зида изнад чела свода, а наглашена је профилисаним вијенцем и коркалуком од камених плоча.
Ширина сводова овог моста износи око 2,98 cm, а ширина стазе на њему 2,68 m, док дебљина плоча његовог коркалука износи 15 cm. По стази Карађоз-беговог моста данас је постављена калдрма у цементном малтеру.
На реконструисаном мосту сводови су изведени од обрађеног камена, а чеони зидови од набијеног бетона с облогом од камена. Употребљен је камен познат под именом тенелија, јер је и постојећи дио од истог материјала.